# Meng Fulin
Meng Fulin  (chinesisch 孟富林; * September 1933 in Hanshan, Provinz Anhui; † 6. November 2021) war ein chinesischer Politiker der Kommunistischen Partei Chinas (KPCh), der unter anderem zwischen 1993 und 2003 Vorsitzender des Ständigen Ausschusses des Volkskongresses der Provinz Anhui war.

## Leben
Meng Fulin, Angehöriger des Han-Volkes, wurde 1953 Mitglied der KPCh und fand in der Folgezeit zahlreiche Verwendung im Partei- und Staatsapparat der bezirksfreien Stadt Hefei in der Provinz Anhui wie zum Beispiel als Sekretär des Parteikomitees der KPCh des Kreises Lujiang und als stellvertretender Richt am Volksgericht des Kreises Hanshan. Später war er stellvertretender Leiter des Büros für öffentliche Sicherheit des Kreises Feidong, Sekretär des Kreiskomitees der KPCh von Feidong sowie Direktor des Forstamtes der Provinz Anhui. Er fungierte zwischen 1983 und 1987 als Vizegouverneur und damit als Stellvertreter des damaligen Gouverneurs der Provinz Anhui, Wang Yuzhao. Im Anschluss übernahm er zwischen 1987 und 1993 die Funktion als stellvertretender Sekretär des Parteikomitees der Provinz Anhui und war somit Stellvertreter der Parteisekretäre dieser Provinz, Li Guixian (1987 bis 1988) beziehungsweise Lu Rongjing (1988 bis 1993).
Meng, der in der siebten, achten und neunten Legislaturperiode von 1988 bis 2003 Deputierter des Nationalen Volkskongresses war, löste im Januar 1993 Wang Guangyu als Vorsitzender des Ständigen Ausschusses des Volkskongresses der Provinz Anhui ab und bekleidete dieses Amt bis zu seiner Ablösung durch Wang Taihua im Januar 2003.